# Adrián de Moxica
Adrián de Moxica také psáno de Múgica (1453 Španělské impérium - 1499? Hispaniola) byl španělský šlechtic a mořeplavec, účastník třetí výpravy Kryštofa Kolumba do Nového světa.
Adrián de Moxica pocházel ze španělské šlechtické rodiny baskického původu. V roce 1498 doprovodil Kryštofa Kolumba na jeho třetí cestě do Nového světa. V roce 1499 se účastnil povstání proti Kryštofu Kolumbovi vedené Franciscem Roldánem. I když bylo povstání úspěšné, Adrián de Moxica byl zajat a popraven oběšením.

## V populární kultuře
Ve filmu 1492: Dobytí ráje z roku 1992 byl Adrián de Moxica ztvárněn Michaelem Wincottem.